# Abdulrahman Al-Jassim
Abdulrahman Al-Jassim (Catar, 14 de octubre de 1987) es un árbitro internacional de fútbol catarí.
Su debut como árbitro internacional FIFA fue en 2013, y dirigió en la Copa Mundial de Fútbol Sub-20 de 2017. Para la Copa Mundial de Fútbol de 2018 fue elegido como uno de los árbitros asistentes de video.
Gracias a su desempeño internacional, Al-Jassim fue elegido dentro del panel de árbitros centrales de la Copa Mundial de Fútbol de 2022.
También fue elegido como el peor árbitro de la Copa Mundial de Fútbol de 2022. En el partido de la definición del tercer y cuarto puesto jugado el 17 de diciembre del 2022 (Croacia - Marruecos), puso dos tarjetas amarillas al equipo marroquí sin previamente haber comprobado el nivel de gravedad de las faltas.